# Макферсон Артур Давидович

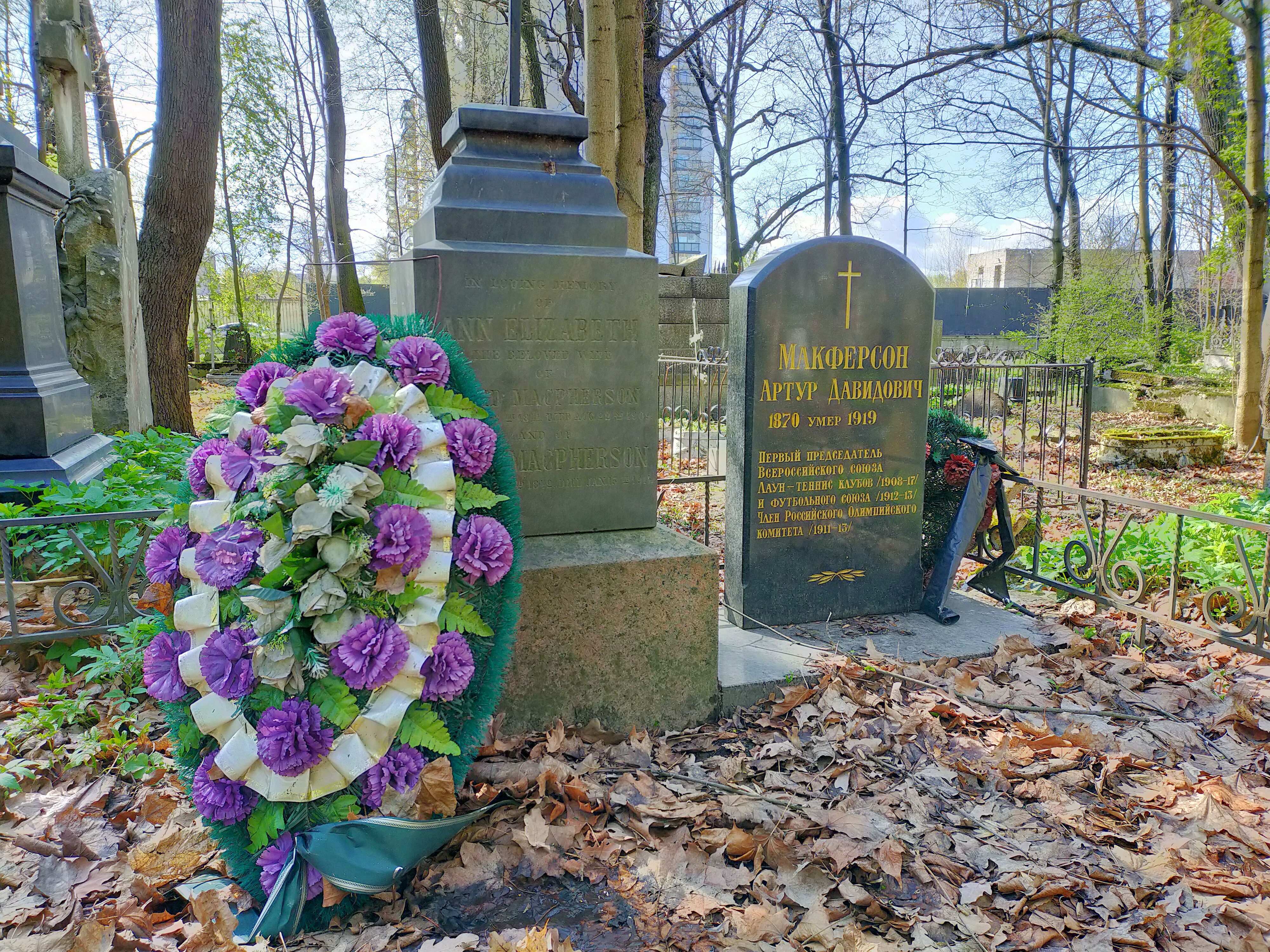
Кенотаф на сімейному похованні Макферсонів. Смоленське лютеранське кладовище, Санкт-Петербург

Артур Давидович Макферсон (англ. Arthur McPherson 17 (29) травня 1870, Санкт-Петербург — січень 1920, Москва) — російський спортивний функціонер і меценат, відомий під прізвиськом «Артур-залізна рука».
Купець другої гільдії, член Ради, маклер і член котирувальних комісії Санкт-Петербурзької фондової біржі, директор Санкт-Петербурзького комерційного товариства, директор Компанії Онезького лісового торгу, шотландського походження.

## Біографія
В кінці XIX — початку XX століття брав активну участь у спортивному житті Санкт-Петербурга. Був членом кількох британських і російських спортивних клубів:
- Крестовського лаун-теніс клубу (КЛТК) (голова-власник в 1896—1918).
- гребного товариства «Стріла» (1906–1914), голова.
- Всеросійського союзу лаун-теніс клубів (ВСЛТК) (голова в 1908—1917).

Організатор тенісних змагань: першого чемпіонату Санкт-Петербурга в 1903 році і Всеросійських лаун-тенісних змагань в 1907 році; один із засновників Санкт-Петербурзької лаун-тенісного ліги (створена в 1913 році).
Був одним із засновників футбольного руху в Петербурзі. Голова комітету Санкт-Петербурзької футбольної ліги (1903—1905, 1912—1913, 1918). Перший голова Правління Всеросійського футбольного союзу (1912—1914).
У 1908 році обраний президентом Всеросійського союзу гребних товариств. На посаді пробув до 1917 року.
У 1911 році став членом Російського Олімпійського комітету, брав участь у підготовці російських спортсменів до Олімпіади 1912 року.
Займався виданням тенісних журналів: «Щорічник ВСЛТК» і «Лаун-теніс».
Потерпілим від арешту з боку більшовиків в 1918 році. Звільнений через кілька місяців. Після повторного арешту помер від висипного тифу в тюремній лікарні в січні 1920 року. Похований в Москві на Введенському кладовищі (могила втрачена). У 2004 році поряд з могилою батьків на Смоленському лютеранському кладовищі Санкт-Петербурга встановлено пам'ятник- кенотаф.

## Нагороди
- Кавалер ордена Святого Станіслава 3-го ступеня (1914). Нагороджений «За працю з розвитку спорту в Росії». Єдиний діяч дореволюційного спорту в Росії, удостоєний імператорської нагороди.[2]
- Лауреат Зали російської тенісної слави в номінації «Піонер вітчизняного тенісу». Включений в зал за підсумками голосування 2003 року (28 голосів за з 50).[3]